# Pseudorhombus jenynsii
Pseudorhombus jenynsii är en fiskart som först beskrevs av Bleeker, 1855.  Pseudorhombus jenynsii ingår i släktet Pseudorhombus och familjen Paralichthyidae. Inga underarter finns listade i Catalogue of Life.